# برونو اشترکنباخ
برونو اشترکنباخ (به آلمانی: Bruno Streckenbach) (زاده ۷ فوریه ۱۹۰۲ – مرگ ۲۸ اکتبر ۱۹۷۷) یک ژنرال آلمانی در دوره رایش سوم و از فرماندهان آینزاتس‌گروپن در لهستان بود.

## فعالیت دراس‌اس

### آلگماینه اس‌اس
اشترکنباخ در آخرین سال جنگ جهانی اول جنگید و بین دو جنگ از اعضای فرای کورپس بود. در پی کنترل هاینریش هیملر و راینهارد هایدریش بر مراکز پلیس در شهرها در سال ۱۹۳۳، اشترکنباخ به سمت رئیس پلیس سیاسی هامبورگ منصوب شد. پس از تصرف لهستان توسط آلمان نازی و آغاز جنگ جهانی دوم اشترکنباخ به لهستان فرستاده شد. در آن زمان اشترکنباخ در دستگیری استادان دانشگاه کراکوف نقش داشت.
به وی دستور محرمانه‌ای ابلاغ شد که با نیروهایش به شهر پرچ پیشروی کند. وی در آن‌جا با استقبال اعضای اس دی، وافن اس‌اس، گشتاپو و اورپو مواجه شد. در آن‌جا به آموزش داوطلبان آلمانی پرداخت که برای پیوستن به نیروهای آینزاتس‌گروپن به آن‌جا رفته بودند.
اشترکنباخ مأموریت آینزاتس‌گروپن را چنین بیان کرد:دستگیری و نابودی تمامی گروه‌های سیاسی و نژادی دشمن مانند بلشویکها، کولیها، پارتیزان‌ها و یهودیان. به علاوه این نیروها بایستی اطلاعات را از مردم ساکن مناطق تحت کنترل شوروی که حال به دست آن‌ها می‌افتاد را جمع‌آوری کنند و به مقامات بالاتر گزارش دهند. اشترکنباخ دستور داد که تمامی دشمنان رایش سوم بایستی به اردوگاه‌های کار اجباری فرستاده و کشته شوند؛ به خصوص یهودیان که به عنوان «تهدید جدی» شناخته می‌شدند.

### وافن اس‌اس
اشترکنباخ درخواست داده بود که به یک واحد جنگی بپیوندد، و در سپتامبر ۱۹۴۲ وی به وافن اس‌اس منتقل شد. در مارس ۱۹۴۳ به لشکر هشتم سواره‌نظام اس‌اس فلوریان گیر پیوست. در آوریل ۱۹۴۳ فرماندهی لشکر گردان‌های ضدتانک را بر عهده گرفت و در پاییز همان سال فرمانده لشکر هشتم شد.
در ۱۳ آوریل ۱۹۴۴ فرمانده لشکر نوزدهم نارنجک‌انداز وافن اس‌اس (دوم لتونیایی) شد و تا پایان جنگ در این سمت باقی ماند.

## پس از جنگ
اشترکنباخ به دست نیروهای شوروی دستگیر شد. در سال ۱۹۵۲ به ۲۵ سال زندان محکوم شد اما در ۱۰ اکتبر ۱۹۵۵ آزاد گشت. در جریان دادگاه نورنبرگ اوتو اولندرف شهادت داده بود که اشترکنباخ در جلسه‌ای با اعضای آینزاتس‌گروپن دستور نابودی را به گوش آنان رسانده بود.
در سال ۱۹۷۳ دولت آلمان غربی وی را به دادگاه فراخواند اما دادگاه به دلیل مشکلات مربوط به سلامتی وی برگزار نشد. وی در نهایت در ۲۸ اکتبر ۱۹۷۷ در هامبورگ درگذشت.